# غيردا دي سوس
غيردا دي سوس هي قرية تقع في إقليم ألبا في رومانيا.

## السكان
حسب إحصائيات 2002 بلغ عدد سكان القرية 1,865 نسمة.